# Benjamin Welch junior
Benjamin Welch junior (* um 1818; † 14. April 1863 in Clifton Springs, New York) war ein US-amerikanischer Zeitungsverleger und Politiker. Er war von 1852 bis 1853 Treasurer of State von New York.

## Werdegang
Über die Jugendjahre von Benjamin Welch junior ist nichts bekannt. Er studierte Jura bei Richter Mann in Utica (New York). Danach gab er zuerst den Utica Democrat heraus und dann den Buffalo Republican in Buffalo (New York). Er gehörte zu jener Zeit der Demokratischen Partei an. 1849 kandidierte er erfolglos für das Amt des Treasurer of State von New York. Er erlitt eine Niederlage gegenüber dem Whig/Anti-Rent-Krieg-Kandidaten Alvah Hunt. 1851 kandidierte er erneut für das Amt des Treasurer of State von New York. Der Whig James M. Cook gewann die Wahl mit 228 Stimmen Vorsprung. Auf Cook entfielen 200.693 Stimmen und auf Welch 200.465. Infolgedessen focht Welch die Wahl von Cook auf folgender Grundlage erfolgreich an: die Stimmzettel für B. Welch, Benjamin Welch (ohne Jr.) und Benjamin C. Welch, Jr. (mit dem irrtümlichen mittleren Initial) wurden alle für ihn abgegeben, aber nicht zu seinem Gunsten mitgezählt. Am 20. November 1852 trat er den Posten als Treasurer of State von New York an. 1855 schloss er sich der American Party an und später der Republikanischen Partei. Der Gouverneur Edwin D. Morgan ernannte ihn 1859 zum Commissary-General der Miliz von New York. Während des Bürgerkrieges trat er 1862 dem Stab von General John Pope bei, erkrankte aber bald darauf schwer und starb an den Folgen der Krankheit ein Jahr später.